# Denkoroku
Le Denkōroku (japonais : 伝光録, « Recueil de la transmission de la lumière »), en général attribué à Keizan Jōkin Zenji (1268-1325), est une anthologie de brèves histoires et d'anecdotes sur chacun des cinquante-deux patriarches de la lignée reconnue par l'école zen sôtô comme étant celle des successeurs du bouddha Shakyamuni, jusqu'au transmetteur au Japon du zen sôtô (qu'il avait ramené de Chine), Dōgen Zenji (1200-1253) et de son premier successeur, Koun Ejō (1198-1280). 
Ces récits rapportent ainsi la transmission du zen, directement après Shakyamuni, entre maîtres et élèves successifs, jusqu'à son introduction au Japon par Dôgen. L'ouvrage relève d'une sorte de genre littéraire appelé Transmission de la lampe  dans le ch'an et le zen. 

## Patriarches
La liste des patriarches présentés comprend vingt-sept maîtres indiens, de Mahakashyapa à Prajnatara; six Chinois, de Bhodhidharma à Huineng; dix-sept successeurs de Huineng (jap.: Enô) dans la tradition chinoise de l'école appelée Caodong (jap. : sôtô), de Qingyuan Xingsi (jap. : Seigen Gyōshi) à Tiantong Rujing (jap. : Tendō Nyojō); et les deux maîtres japonais Dôgen et Ejô. 

## Structure des chapitres
Chaque chapitre se compose de quatre parties : (1) (honsoku) Brève présentation d'un cas présentant l'expérience d'éveil du patriarche; (2) (kien) une section plus longue avec une brève biographie du patriarche ainsi que des enseignements marquants et des échanges avec des disciples et d'autres maîtres; (3) (teisho) un commentaire en prose par l'auteur de l'ouvrage; (4) un poème conclusif (jakugo), sous forme de gāthā, qui donne une appréciation sur l'ensemble.

## Histoire du texte
Keizan a pris pour modèle le Keitoku Dentô Roku (chin.: « Ching-te Ch'iian-teng Lu »), une collection de biographies des débuts du zen datant du XIe siècle. Par la suite, l'ouvrage a été publié pour la première fois en 1857. Cependant l'attribution du texte à Keizan n'est pas certaine: l'ouvrage a sans doute été composé après sa mort par ses disciples.

#### Traductions
- Denkōroku. Le Recueil de la Transmission de la Lumière de Keizan Jōkin  (trad. Jean Nyojo Rat), Paris, Almora, coll. « Les Deux Océans », 2024, 650 p. (ISBN 978-2-351-18705-0)Ouvrage avec un volumineux appareil de notes.
- (en) Roshi P. T. N. Jiyu Kennett (Traduction des 19 premiers chapitres, de Shakyamuni à Sogyanandai), Zen is Eternal Life, Mount Shasta (CA), Shasta Abbey Press, 1999 (4th ed.) (1re éd. 1972 as Selling Water By the River), 354 p. (ISBN 0-930-06620-0), p. 217-296
- (en) Denkoroku Or the Record of the Transmission of the Light  (trad. par Rev. Hubert Nearman), Tuttle Publishing; 2nd ed., 2001, 328 p. (ISBN 978-0-930-06622-2)
- (en) Transmission of Light: Zen in the Art of Enlightenment  (trad. et introduction Thomas Cleary), Boulder, CO, Shambhala, 2002 (1re éd. 1999), 232 p. (ISBN 978-1-570-62949-5)
- (en) The Record of Transmitting the Light: Zen Master Keizan's Denkoroku  (trad. et introduction de Francis Dojun Cook, préf. de John Daido Loori), Somerville (MA), Wisdom Publications, 2003 (1re éd. 1999), 320 p. (ISBN 978-0-861-71330-1)
- (en) T. Griffith Foulk, Editor-in-Chief (trad. William M. Bodiford; Sarah J. Horton; Carl Bielefeldt; John R. McRae), Record of the Transmission of Illumination : An annotated translation of Zen Master Keizan's Denkōroku, Honolulu, University of Hawai'i Press, 2021, 1368 p. (ISBN 978-0-824-89000-1)Édition bilingue japonais - anglais, qui s'accompagne d'un deuxième vol. contenant un glossaire des termes techniques zen, d'autre part des lieux, personnes et textes mentionnés.

#### Études
- (en) William M. Bodiford, « Keizan’s Denkōroku: A Textual and Contextual Overview », dans Steven Heine (Ed.), Dōgen and Sōtō Zen, Oxford, Oxford University Press, 2015, 336 p. (ISBN 978-0-199-32485-9), p. 167-187